# Saussurea sovietica
Saussurea sovietica là một loài thực vật có hoa trong họ Cúc. Loài này được Kom. miêu tả khoa học đầu tiên năm 1932.